# Voici dimanche
Pour plus de détails, voir Fiche technique et Distribution.
Voici dimanche est un film français de Pierre Weill, sorti en 1929.

## Fiche technique
- Titre original : Voici dimanche
- Réalisation : Pierre Weill
- Photographie : Georges Asselin et Louis Bogé
- Scénario : Colette Darfeuil[1]
- Musique : Jean Eblinger, Casimir Oberfeld, Willy Leardy, Edmond Mahieux et Pascal Bastia
- Montage : Jacques Desagneaux
- Société de production et de distribution : Erka-Prodisco
- Pays de production :  France
- Format : Noir et blanc - Muet  - 1,33:1 - 35 mm
- Genre : Comédie
- Durée : 65 minutes
- Date de sortie :
  - France : 26 décembre 1930 selon Imdb

Sources : CinéRessources et IMDb

## Distribution
- Tony D'Algy : Bob
- Colette Darfeuil : Totte
- Max Lerel : Arthur
- Marthe Mussine : l'arpète
- Pierre Bayle
- Roland Lenoir